# Jack Grealish
Jack Peter Grealish (Birmingham, Inglaterra, 10 de septiembre de 1995) es un futbolista británico que juega de centrocampista para el Everton F. C. de la Premier League de Inglaterra.
Se unió a las categorías inferiores del Aston Villa F. C. a la edad de seis años e hizo su debut profesional con el club en mayo de 2014, después de un corto periodo de préstamo en el Notts County F. C. En 2021, el Manchester City F. C. fichó a Grealish por un valor de £100 millones, lo que lo convirtió en el jugador inglés más caro de la historia. En su primera temporada con el equipo ganó la Premier League, y en la siguiente el triplete de clubes.
Grealish nació en Inglaterra pero tiene ascendencia irlandesa, por lo que representó a la República de Irlanda en varias categorías inferiores antes de decidirse por defender a Inglaterra en abril de 2016. Un mes después de su elección, debutó con la selección de fútbol sub-21 de Inglaterra, y cuatro años después jugó por primera vez en el equipo absoluto, con el que disputó la Eurocopa 2020 y la Copa Mundial de Fútbol de 2022.

## Biografía
Grealish nació en Birmingham, West Midlands y se crio en las cercanías de Solihull. Asistió a la escuela primaria católica de Our Lady of Compassion y a la escuela secundaria católica de St Peter's en Solihull.
Grealish es descendiente de irlandeses, a través de su abuelo materno del condado de Dublín, su abuelo paterno de Gort, condado de Galway y su abuela paterna de Sneem, condado de Kerry. Influenciado por su herencia irlandesa, Grealish jugó fútbol gaélico para el Hurling and Camogie Club de Warwickshire GAA de John Mitchel entre los 10 y los 14 años. Compitió contra la ex Aston Villa y actual defensora del Manchester United, Aoife Mannion. Una compañera suya de la escuela, en el fútbol gaélico.
El hermano menor de Grealish, Keelan, falleció por culpa del síndrome de muerte súbita del lactante cuando apenas tenía nueve meses, en abril de 2000, Grealish siempre recuerda a su hermano pequeño.
Su tatarabuelo, Billy Garraty, fue también un futbolista, que fue convocado una vez para Inglaterra y que ganó la final de la FA Cup de 1905 para el Aston Villa. En general la familia de Jack, tenía gran pasión por el club de Birmingham, lo que lo hizo contagiarse de pequeño de sus colores para poder convertirse en futbolista profesional y seguir el legado de su tatarabuelo.

## Trayectoria

### Aston Villa

#### Éxito en las inferiores
Nacido en Birmingham, Inglaterra, siendo fan del Aston Villa F. C. de pequeño, se unió al club de su ciudad a los seis años de edad, completando todas las divisiones menores. A la edad de 16 años, fue nombrado como suplente en la Premier League partido contra el Chelsea F. C. el 31 de marzo de 2012. Grealish fue parte del equipo sub-19 del club que ganó la serie NextGen 2012-13.

#### 2013-2015: Debut, préstamo, final de FA Cup y polémicas
El 13 de septiembre de 2013 se unió al Notts County de la League One en calidad de cedido hasta el 13 de enero de 2014 y le fue entregada la camiseta número 7. Hizo su debut en el Notts County, el 14 de septiembre de 2013, tras entrar como sustituto en el minuto 59 por David Bell en una derrota por 3-1 contra Milton Keynes Dons. El 17 de enero de 2014, extendió su préstamo con el Notts County hasta final de temporada. Terminó su préstamo con cinco goles y siete asistencias en 38 partidos.
En el verano de 2014 regresó al Aston Villa, realizando su debut con el primer equipo el 7 de mayo en una derrota 4 a 0 ante el Manchester City por la Premier League. En octubre de 2014, firmó un contrato por cuatro años más con el club.

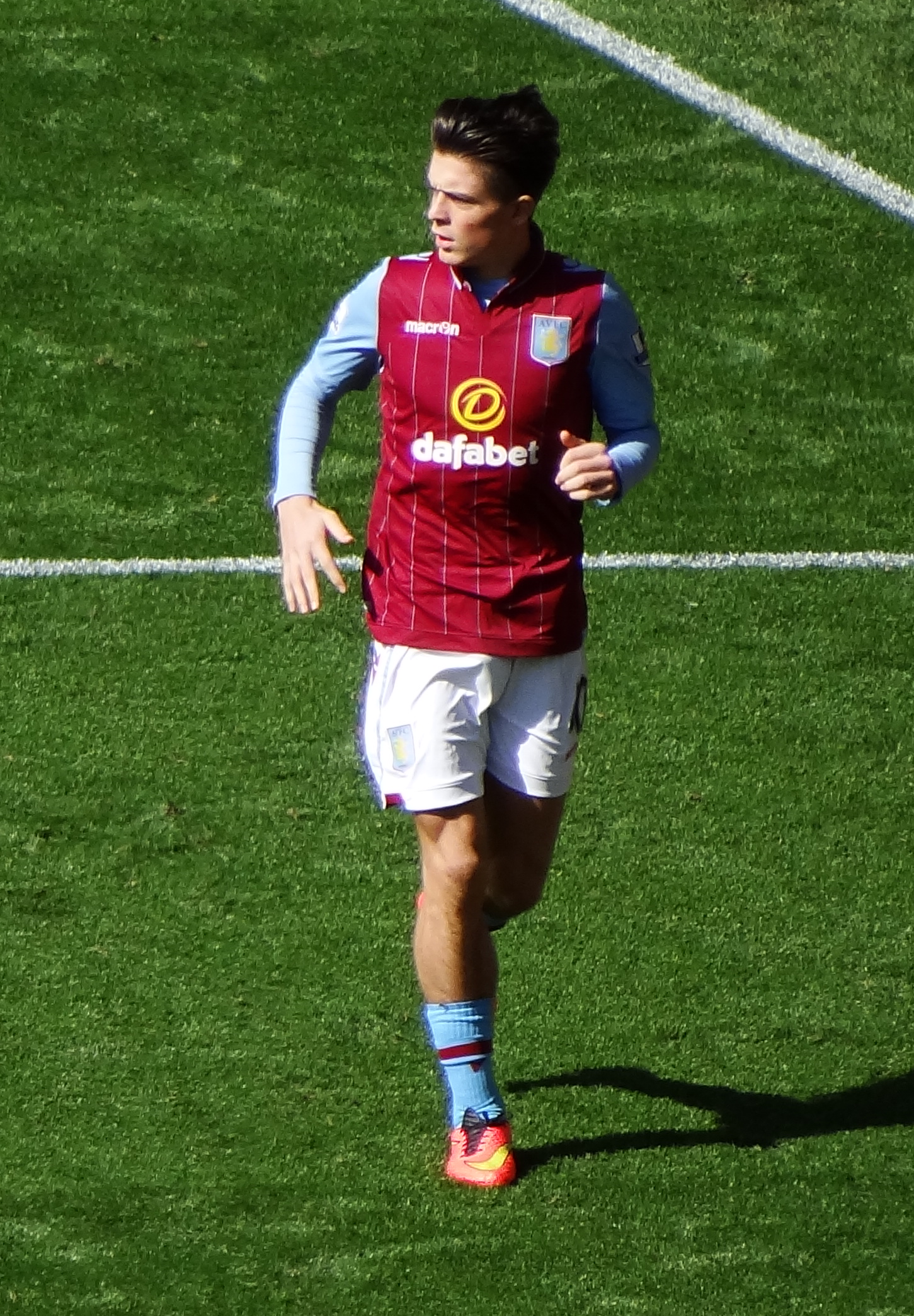
Jack Grealish en un partido para Aston Villa en 2014.

En marzo de 2015, fue expulsado por doble tarjeta en un partido de la sexta ronda de la FA Cup ante el West Bromwich Albion. En abril fue elegido como titular por primera vez, en un empate 3 a 3 ante el QPR, en el que fue elegido figura. En la semifinal 2015 ante el Liverpool por la FA Cup, Grealish participó en ambos goles para el Villa, creando una buena jugada para el gol de Christian Benteke en el minuto 36' para empatar el partido y luego asistiendo para el gol ganador de Fabian Delph en el minuto 54' para ganar 2-1 y avanzar a la final. El 30 de mayo, Grealish disputó todo el partido de la final de la FA Cup, en el cual cayeron derrotados por 4 a 0 ante el Arsenal.
En abril de 2015, Grealish fue advertido por su entrenador Tim Sherwood después de que el diario The Sun publicara fotos del futbolista inhalando óxido de nitrógeno con fines recreativos. Sherwood comentó: «No podemos permitir ese tipo de conducta. Ahora está en una posición responsable como futbolista profesional, él no puede dejar que pase eso de nuevo. Me aseguró que no lo haría.» Grealish, estuvo a punto de dejar el fútbol inclusive por las repetitivas polémicas, pero supo reinventarse y seguir con su carrera.
Grealish convirtió su primer gol para el Aston Villa el 15 de septiembre de 2015 con un remate de 20 yardas, en una derrota por 3 a 2 ante el Leicester City. El 15 de noviembre, Grealish se quedó en Merseyside tras una derrota 4 a 0 ante el Everton, y decidió irse de fiesta. El nuevo entrenador del equipo, Rémi Garde lo castigó por su decisión, mandando al mediocampista a entrenar con el sub-21. «Como futbolista, debes comportarte como un profesional, y esta vez no fue la ocasión con Jack.» Regresó a entrenar con el primer equipo en diciembre.

#### 2016-2019: Años en Championship y ascenso
En la temporada 2015-16 el Aston Villa acabó en la última posición de la Premier League. Grealish disputó 16 partidos y los perdió todos, rompiendo el récord del futbolista Sean Thornton, quien perdió los 11 partidos que disputó en la temporada 2002-03. En septiembre de 2016, aparte de ser descendido por la EFL Championship, Grealish ha firmado un nuevo contrato de 4 años con el club hasta al 2020. En este mismo mes, el Aston Villa inició una investigación disciplinaria interna, después de que varios reportes informaran que Grealish asistió a una fiesta en Birmingham que tuvo que ser interrumpida por la policía en la madrugada. En respuesta, el dueño del club Tony Xia publicó en Twitter que Grealish tenía que centrarse dentro y fuera del campo, y juntarse con la gente adecuada. En octubre, Grealish cumplió tres partidos de sanción tras aceptar los cargos sobre conducta violenta tras hacer un duro pisotón sobre un jugador de los Wolverhampton Wanderers.

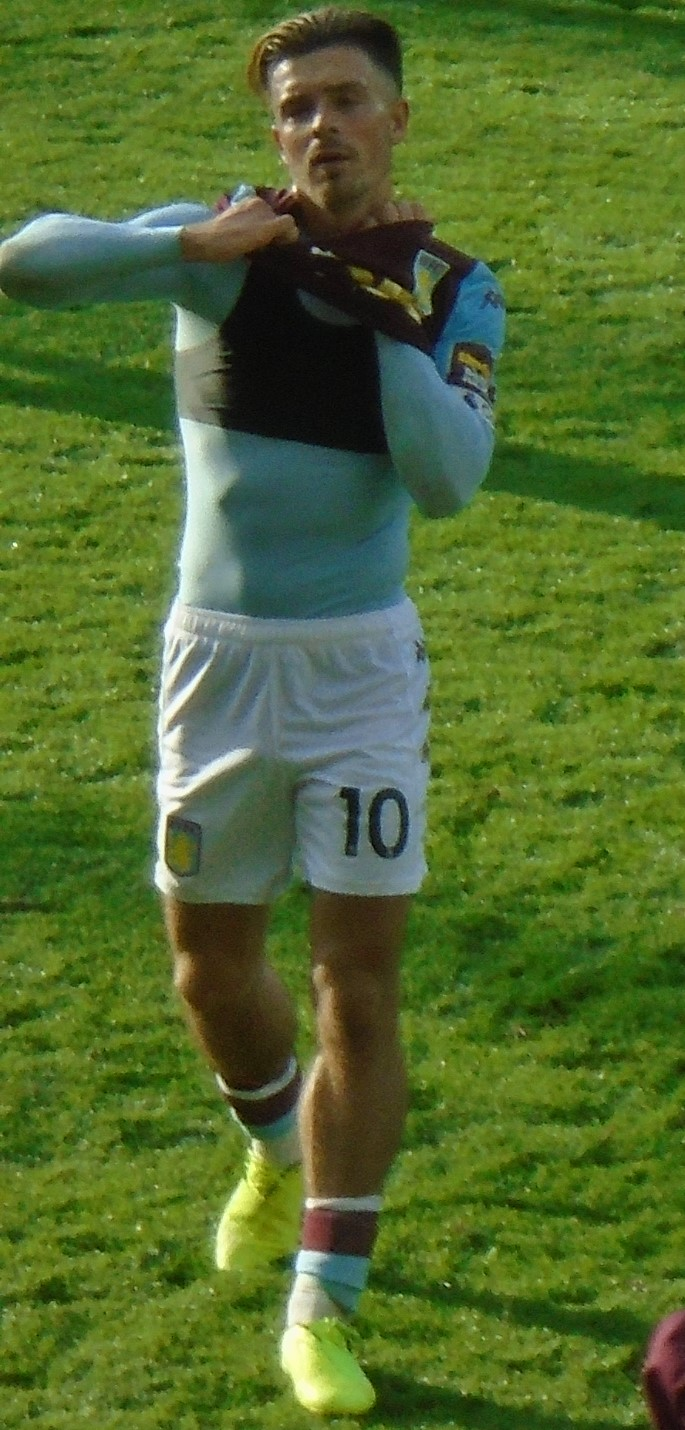
Grealish cediéndole su camiseta a un juvenil tras conseguir la victoria para Aston Villa por 5 a 1.

En septiembre de 2018, antes Grealish tenía un contrato firmado que expiraba hasta al 2020, pero ha decidido renovar un nuevo contrato hasta al 2023 por 5 años. El 7 de diciembre, cuando jugaban contra al West Bromwich Albion, ha salido lesionado en el minuto 87 cuando el partido terminaban con un empate a 2. El 2 de marzo de 2019, ha vuelto a las cancha ingresando en el minuto 71 y con su gol en el triunfo sobre Derby County por 4 goles a 0. El 10 de marzo fue agredido por un aficionado del Birmingham, en el minuto ocho de partido, en el derbi en el que se enfrentaban los dos equipos locales. Finalmente, en el minuto 67, Grealish anotó el gol del triunfo en St. Andrew's (0-1) gracias a un remate con su pierna izquierda y que sirvió para superar al equipo rival durante en el clásico de Birmingham en la clasificación en Championship. De marzo en adelante, Grealish lideró al equipo como capitán en un récord del club de 10 victorias consecutivas. Este estado de forma le sirvió al equipo para clasificar a los play-offs de la Championship, en donde le ganaron al Derby County en la final y al West Bromwich Albion en la semifinal de ida y vuelta para lograr la promoción a la Premier League después de tres años de ausencia.

#### 2020-2021
En marzo de 2020, la Premier League fue suspendida debido a la pandemia por el COVID-19 en Reino Unido. Durante este transcurso, Grealish fue multado económicamente por el Aston Villa debido a que incumplió las normas de cuarentena absoluta. El jugador aceptó que sus acciones fueron «erróneas y totalmente innecesarias». Tres meses después, la temporada se reanudó, y a ocho fechas de terminar la liga, Grealish consiguió el récord de ser el jugador con más faltas recibidas en toda la historia de la Premier League, con 167.
En la última fecha de la Premier League 2019-20, Jack consiguió anotar un gol agónico al minuto 84' para empatar ante el West Ham por 1-1 y lograr la permanencia en primera división, después de que el Watford, su competidor directo por el descenso, cayera derrotado ante el Arsenal por 3 a 2. En los premios de fin de temporada del club, el mediocampista fue votado como el mejor jugador de la temporada por los aficionados y sus compañeros. Además, Jack acabó como el máximo goleador del club de la temporada, con 8 tantos marcados en liga, y 10 en todas las competiciones.
Tras renovar con el club hasta 2025, Grealish lideró al Aston Villa a uno de los mejores inicios de temporada de la historia del club en Premier League. Anotó su primer gol en una goleada 3-0 al recién ascendido Fulham. El 4 de octubre, anotó un doblete y repartió tres asistencias en una victoria por 7 a 2 al Liverpool, siendo la derrota más abultada por el club de Anfield en 57 años, y fue la primera vez que un campeón defensor recibió 7 goles en un solo partido. El club alcanzó los primeros puestos de la tabla hasta la sexta fecha, y luego se mantuvo en mitad de tabla, superando el rendimiento de la temporada pasada en la que estuvieron merodeando la zona de descenso casi todo el curso. Sin embargo, a pesar del excelente rendimiento de Grealish en la liga, una lesión en la pantorilla ante el Brighton en febrero lo apartó de los campos por 15 partidos, en los que el equipo apenas pudo lograr 3 victorias. Acabaría regresando ante el Everton en mayo. Y en el último partido de la temporada terminó jugando en todos los minutos ganándole al Chelsea por 2 goles a 1.

### Manchester City

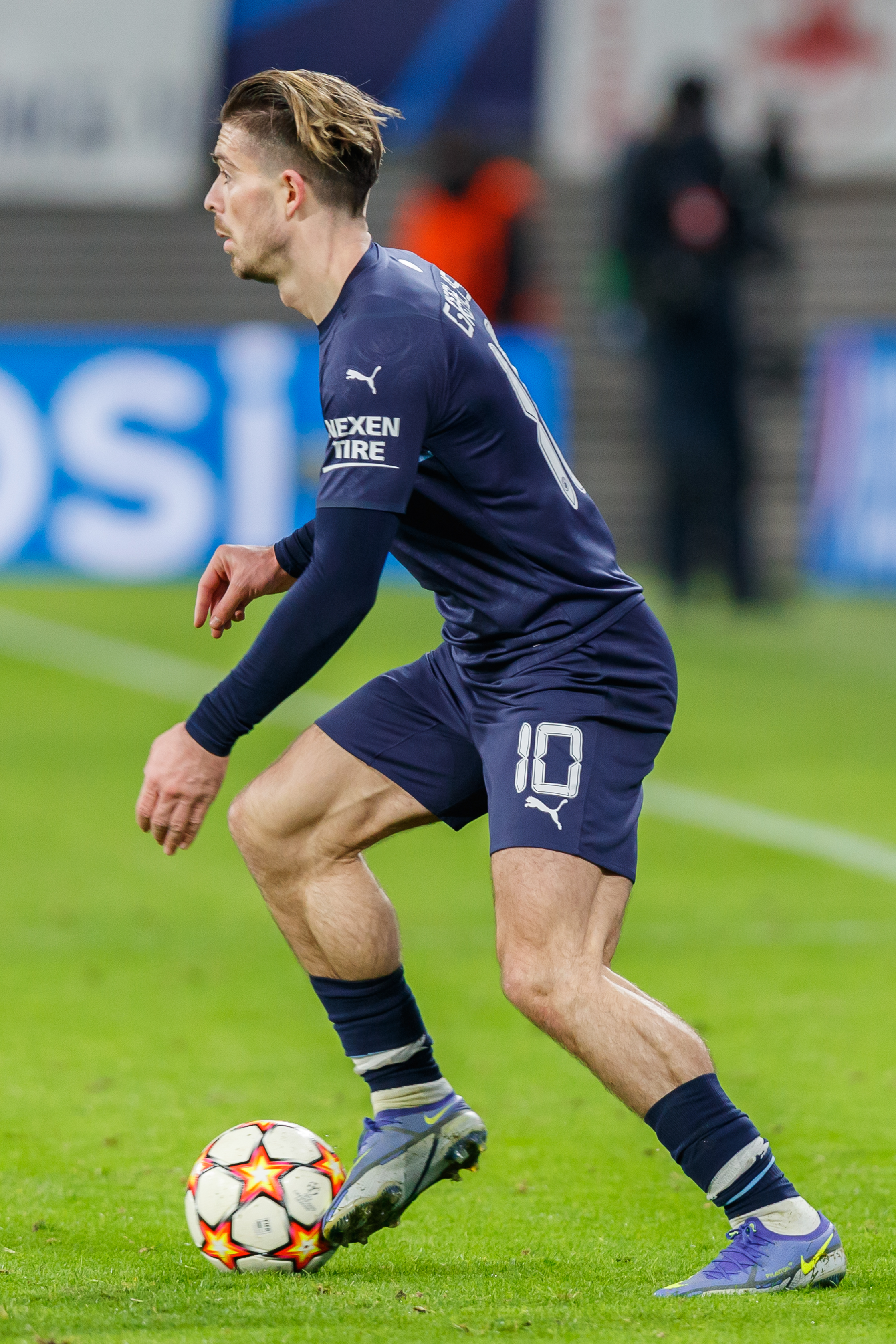
Grealish jugando para Manchester City in 2021.

El 5 de agosto de 2021 se hizo oficial su fichaje por el Manchester City firmando un contrato hasta el año 2027. Al día siguiente el entrenador Pep Guardiola confirmó que el precio del fichaje había sido de 100 millones de libras, lo que le convertiría en el traspaso más caro en el fútbol británico de la temporada. Debutó a los dos días de llegar en la Community Shield y antes de acabar el mes anotó su primer gol en un triunfo por 5-0 sobre el Norwich City F. C., en su debut de la Champions league, anotó su primer gol contra RB Leipzig en el triunfo por 6 a 3 en la primera fecha, en el mes de diciembre convirtió su segundo gol en esta temporada en el partido contra Leeds en una goleada 7 a 0. En el mes de marzo de 2022, anotó su primer gol en la FA Cup en el triunfo de 2 a 0 sobre Peterborough, en el mes de abril anotó su segundo gol de esta temporada en la derrota contra Liverpool donde perdía 3 a 2 en un partido en la semifinal que terminaron eliminados, en la penúltima fecha anotó el tercer gol de la temporada en la Premier mientras que el City perdía parcialmente 2 a 1 frente al West Ham United, al final del partido terminaron empatados con un resultado 2 a 2 en la lucha del título de la Premier league, y en la última fecha no ingresó a la cancha en todos los minutos, ni tampoco fue convocado, además que el City estaba perdiendo 2 a 0 frente a su ex equipo Aston Villa, al final el City remontó por 3 a 2 y salieron campeones, el jugador más caro de la Premier League consiguió su primer título de su carrera.
El 17 de septiembre de 2022 durante en la Premier League temporada 2022-23, ha vuelto a marcar su primer gol en un triunfo por 3 goles a 0 sobre el Wolverhampton Wanderers. Antes de acabar el año, ha obtenido 2 asistencias gracias a los 2 goles que ha hecho su compañero Erling Haaland, en la victoria del City por 3 goles a 1 frente al Leeds United. En el primer partido del 2023, ha conseguido una asistencia gracias al gol de Riyad Mahrez cuando se enfrentaban al Chelsea ganando el encuentro por la cuenta mínima 1 a 0. El 14 de enero de 2023, durante en el clásico de Mánchester en donde se enfrentaba contra al Manchester United, ha marcado su segundo gol en la temporada y por primera vez anotando un gol en el derbi, pero terminaron perdiendo de visita por 2 goles a 1 en el Old Trafford en la segunda rueda de la fecha 20 en la Premier League. El 28 de enero en el partido de la cuarta ronda de la FA Cup temporada 2022-23, asistió gracias al gol de Nathan Ake en un triunfo por la cuenta mínima sobre Arsenal y clasificaron a la Quinta Ronda. El 15 de febrero en el partido pendiente de la fecha 12 de la Premier League, ha marcado su tercer gol en la temporada en un triunfo por 3 goles a 1 sobre el Arsenal en un partido de la carrera por el título de la Premier. Tres días después, consiguió una asistencia gracias al gol de Bernardo Silva cuando se enfrentaban contra el Nottingham Forest de local pero terminaron en un empate con el marcador 1 a 1. El 28 de febrero en el partido de la Quinta Ronda de la FA Cup, de nuevo consiguió una asistencia antes de que Kevin De Bruyne anotara un gol en el triunfo por 3 goles a 0 sobre Bristol City que lo llevaron a los cuartos de final. El 14 de marzo, consiguió una asistencia gracias al gol de İlkay Gündoğan cuando jugaban en el partido de vuelta en los octavos de final en la UEFA Champions League cuando el City goleó 7 a 0 sobre el RB Leipzig. Empezando el mes de abril, en el partido del primer tiempo consiguió una asistencia gracias el gol de Julián Álvarez, y en el segundo tiempo anotó su cuarto gol de la temporada en el triunfo del City por 4 goles a 1 sobre el Liverpool. En la siguiente fecha, anotó el segundo gol consecutivo en 2 fechas, minutos después consiguió una asistencia gracias al gol de chilena de su compañero Erling Haaland, en un partido ganando el mismo resultado de la fecha pasada, 4 a 1 sobre el Southampton. En el partido de la semifinal de la FA Cup, consiguió una asistencia por el gol de Riyad Mahrez que el mismo marcó el tercero logrando un triplete, en una victoria ganando 3 a 0 sobre el Sheffield United logrando pasar a la final.[cita requerida] El 3 de mayo en un partido pendiente, logró conseguir una asistencia por el gol del rompe récords Erling Haaland en una victoria sobre West Ham United por 3 goles a 0.[cita requerida]
El 27 de agosto, consiguió una asistencia por el gol de Erling Haaland en una victoria contundente sobre el Sheffield United por 2 goles a 1 en la tercera fecha de la Premier League.[cita requerida] El 3 de diciembre, anotó un gol sobre el Tottenham Hotspur cuando iban ganando por 3 a 2, como resultado terminó un empate por goles de 3 a 3.[cita requerida] La siguiente semana ha convertido su segundo gol en la Premier League, en el partido frente a Luton Town en una remontada por 2 goles a 1 en la fecha 16.[cita requerida] En la fecha siguiente convirtió un gol contra Crystal Palace Football Club abriendo la cuenta pero terminó con un empate por 2 goles a 2.[cita requerida]
El 2 de abril de 2025, contra el Leicester, anotó el primer gol en la victoria del Manchester City por 2-0 en la Premier League. Con ese gol puso fin a una racha de 16 meses sin marcar en la competición inglesa.

### Everton F. C.
El 12 de agosto de 2025, tras cuatro años en Mánchester en los que ganó siete títulos, fue cedido una temporada al Everton F. C. 

## Selección nacional

### República de Irlanda
Mientras jugaba en los equipos juveniles de Irlanda, se sabía que Inglaterra estaba detrás de él, incluso se lo convocó para el equipo sub-17 en 2011 a la edad de 15 años, una convocatoria que Grealish rechazó. Después de quedar fuera del equipo sub-21 de la República de Irlanda durante tres eliminatorias en octubre de 2012, la FA inglesa se acercó para convencer al jugador de cambiar. El técnico sub-21 de la República de Irlanda, Noel King, dijo en mayo de 2013 que el joven de 17 años estaba considerando cambiarse a Inglaterra, por lo que no se le consideraba para un amistoso contra Dinamarca, aunque King luego intervino para asegurar a Grealish y su familia que él era parte de sus planes a futuro.
Grealish hizo su debut sub-21 con la República de Irlanda tras ingresar como suplente ante las Islas Feroe en agosto de 2013. Ese mismo año, Grealish reafirmó su deseo de seguir representando a Irlanda.
En agosto de 2014, Grealish volvió a ser incluido en el equipo sub-21 de la República de Irlanda. Inicialmente se informó que rechazaría la convocatoria a los sub-21 debido a su indecisión sobre su futuro internacional, sin embargo, Grealish fue titular para la República de Irlanda en una derrota por 2-0 contra Alemania. Más tarde se supo que Grealish había declinado una convocatoria para las mayores del seleccionado irlandés después de conversar con el entrenador Martin O'Neill. En octubre de 2014, Grealish se bajó de la convocatoria del equipo sub-21 de la República de Irlanda para un partido contra Noruega para jugar en un amistoso a puerta cerrada para su club Aston Villa, y el entrenador sub-21 de Inglaterra Gareth Southgate confirmó que la FA estaba monitoreando la situación del jugador. El 17 de octubre surgieron informes de que Grealish se había declarado a favor de Irlanda y haría su debut en la mayor el próximo mes, pero el jugador lo negó. Grealish fue galardonado como el jugador sub-21 del año por la Asociación de Fútbol de Irlanda en marzo de 2015, donde anunció que se había tomado un descanso de los internacionales juveniles durante el año pasado para concentrarse en irrumpir en el primer equipo del Aston Villa, y que esperaba volver a jugar para Irlanda en un futuro próximo.
En mayo de 2015, O'Neill confirmó que Grealish había rechazado otra convocatoria a la selección absoluta irlandesa, esta vez para un amistoso contra Inglaterra y un clasificatorio para la Eurocopa contra Escocia. El técnico de Inglaterra, Roy Hodgson, reveló que aunque había estado en contacto con Grealish, había optado por no incluirlo en su equipo para enfrentar a Irlanda en caso de una reacción violenta por parte de los aficionados. En agosto de 2015, Hodgson se reunió con Grealish para discutir su futuro.

### Inglaterra
El 28 de septiembre de 2015, Grealish confirmó que había decidido representar a Inglaterra a nivel internacional. Hizo su debut con Inglaterra sub-21 el 19 de mayo de 2016 tras ingresar como suplente en el minuto 72 de Ruben Loftus-Cheek en la victoria por 1-0 sobre Portugal en el Torneo de Esperanzas de Toulon. En su primera titularidad cuatro días después, marcó dos goles en la primera mitad en una victoria por 7-1 sobre Guinea. Inglaterra ganó el torneo por primera vez desde 1994. Grealish fue incluido en el equipo de Inglaterra para la Eurocopa Sub-21 de 2017. De 2016 a 2017, jugó siete partidos con la sub-21, anotando dos goles.
El 31 de agosto de 2020 fue convocado por primera vez para la selección absoluta de Inglaterra para los partidos de la Liga de Naciones de la UEFA contra Islandia y Dinamarca. El 8 de septiembre, hizo su debut absoluto como suplente en el minuto 76 en el empate 0-0 contra Dinamarca. Debido a su temporada con el Aston Villa, varios medios rumoreaban que Grealish podía ser incluido para jugar con su selección en la Eurocopa. Sin embargo, una lesión suya lo apartó de los campos por varias semanas y su convocatoria se puso en riesgo. Finalmente, fue convocado. En el debut de la selección inglesa en la competición, estuvo en el banco pero no ingresó. Luego, en el segundo partido ante Escocia, jugó los 90' en el empate 0 a 0. En el tercer choque del grupo y último, ingresó desde el banco de suplentes y asistió a Sterling para marcar el único gol del partido ante República checa. En los octavos de final ante Alemania, ingresó nuevamente desde el banco y asistió a Harry Kane para el 2 a 0 definitivo ante Alemania.

#### Participaciones en Copas del Mundo
| Copa              | Sede  | Resultado        | Partidos | Goles |
| ----------------- | ----- | ---------------- | -------- | ----- |
| Copa Mundial 2022 | Catar | Cuartos de final | 5        | 1     |

#### Goles como internacional
| Goles internacionales con Inglaterra | Goles internacionales con Inglaterra | Goles internacionales con Inglaterra                           | Goles internacionales con Inglaterra | Goles internacionales con Inglaterra | Goles internacionales con Inglaterra | Goles internacionales con Inglaterra |
| N.º                                  | Fecha                                | Estadio                                                        | Rival                                | Gol                                  | Resultado                            | Competición                          |
| ------------------------------------ | ------------------------------------ | -------------------------------------------------------------- | ------------------------------------ | ------------------------------------ | ------------------------------------ | ------------------------------------ |
| 1.                                   | 9 de octubre de 2021                 | Estadio Comunal de Andorra la Vieja, Andorra la Vieja, Andorra | Andorra                              | 0-5                                  | 0-5                                  | Clasificación Mundial 2022           |
| 2.                                   | 21 de noviembre de 2022              | Estadio Internacional Jalifa, Doha, Catar                      | Irán                                 | 6-1                                  | 6-2                                  | Mundial 2022                         |
| 3.                                   | 7 de septiembre de 2024              | Estadio Aviva, Dublín, República de Irlanda                    | Irlanda                              | 0-2                                  | 0-2                                  | Liga de Naciones de la UEFA 2024-25  |
| 4.                                   | 13 de octubre de 2024                | Estadio Olímpico de Helsinki, Helsinki, Finlandia              | Finlandia                            | 0-1                                  | 1-3                                  | Liga de Naciones de la UEFA 2024-25  |

## Estilo de juego
Se puede desempeñar como mediocampista ofensivo, en el rol de mediapunta o como mediocentro organizador en un sistema de tres mediocampistas, y como extremo por izquierda en un sistema de tres atacantes, donde tiene libertad para encarar en su pierna buena y perfilarse para filtrar pases, decidir el timing de la jugada, juntar jugadores o rematar al arco.
Se destaca por su habilidad para regatear y zafarse de defensores rivales siempre con la pelota controlada al pie y corta, es capaz de regatear en espacios reducidos, lo que lo lleva a recibir muchas faltas por partido. Jack es un gran generador de faltas que puedan ser generadas para ocasiones de riesgo en el arco rival, ya sea con tiros libres o centros al área. Sabe ganar muy bien las faltas ya que sabe posicionar su cuerpo y sabe cuidar la posesión del balón. Además posee el récord de ser el jugador con más faltas recibidas en la historia de la Premier League, con más de 160. Su creatividad le permite ser un mediocampista que puede organizar el juego del equipo, asimismo que también puede influir en ataque con pases filtrados o remates a larga distancia. También posee una gran técnica para el lanzamiento de faltas, lo que lo lleva a ser el lanzador de córner y tiros libres del equipo la mayoría de veces.
Es un jugador característico ya que su estilo de dribbling consiste en cuidar la posesión de la pelota y no tanto en el juego de encarar y ser rápido, se le conoce como «extremo técnico» ya sea cubriendo o buscando la falta, además desplaza muy bien el balón llevándolo a zonas de ataque para habilitar a sus compañeros con pases clave y grandes ocasiones creadas.
Su estilo de juego es seguro porque no es muy encarador, prefiere siempre generar espacios en las defensas y siempre buscar el juego asociado con sus compañeros.
Le costó alcanzar la titularidad en el primer equipo del Aston Villa, debido a que tuvo muchas etapas de irregularidad por sus problemas de conducta y lesiones. Sin embargo, logró irrumpir en los años en Championship del club, y obtuvo la capitanía al ser fundamental para el ascenso a Premier League, a pesar de su juventud y su corta trayectoria.

## Estadísticas

### Clubes
Actualizado al último partido disputado el 20 de mayo de 2025.
| Club                             | Div.          | Temporada     | Liga  | Liga  | Liga   | Copas nacionales | Copas nacionales | Copas nacionales | Copas internacionales | Copas internacionales | Copas internacionales | Total | Total | Total  |
| Club                             | Div.          | Temporada     | Part. | Goles | Asist. | Part.            | Goles            | Asist.           | Part.                 | Goles                 | Asist.                | Part. | Goles | Asist. |
| -------------------------------- | ------------- | ------------- | ----- | ----- | ------ | ---------------- | ---------------- | ---------------- | --------------------- | --------------------- | --------------------- | ----- | ----- | ------ |
| Notts County F. C. Inglaterra    | 3.ª           | 2013-14       | 37    | 5     | 7      | 2                | 0                | 0                | ―                     | ―                     | ―                     | 39    | 5     | 7      |
| Notts County F. C. Inglaterra    | Total club    | Total club    | 37    | 5     | 7      | 2                | 0                | 0                | 0                     | 0                     | 0                     | 39    | 5     | 7      |
| Aston Villa F. C. Inglaterra     | 1.ª           | 2013-14       | 1     | 0     | 0      | 0                | 0                | 0                | ―                     | ―                     | ―                     | 1     | 0     | 0      |
| Aston Villa F. C. Inglaterra     | 1.ª           | 2014-15       | 17    | 0     | 1      | 7                | 0                | 2                | ―                     | ―                     | ―                     | 24    | 0     | 3      |
| Aston Villa F. C. Inglaterra     | 1.ª           | 2015-16       | 16    | 1     | 0      | 5                | 0                | 1                | ―                     | ―                     | ―                     | 21    | 1     | 1      |
| Aston Villa F. C. Inglaterra     | 2.ª           | 2016-17       | 31    | 5     | 5      | 2                | 0                | 0                | ―                     | ―                     | ―                     | 33    | 5     | 8      |
| Aston Villa F. C. Inglaterra     | 2.ª           | 2017-18       | 27    | 3     | 5      | 4                | 0                | 1                | ―                     | ―                     | ―                     | 31    | 3     | 6      |
| Aston Villa F. C. Inglaterra     | 2.ª           | 2018-19       | 31    | 6     | 6      | 4                | 0                | 2                | ―                     | ―                     | ―                     | 35    | 6     | 8      |
| Aston Villa F. C. Inglaterra     | 1.ª           | 2019-20       | 36    | 8     | 5      | 5                | 2                | 2                | ―                     | ―                     | ―                     | 41    | 10    | 7      |
| Aston Villa F. C. Inglaterra     | 1.ª           | 2020-21       | 26    | 6     | 10     | 1                | 1                | 0                | ―                     | ―                     | ―                     | 27    | 7     | 10     |
| Aston Villa F. C. Inglaterra     | Total club    | Total club    | 185   | 29    | 32     | 28               | 3                | 8                | 0                     | 0                     | 0                     | 213   | 32    | 40     |
| Manchester City F. C. Inglaterra | 1.ª           | 2021-22       | 26    | 3     | 3      | 6                | 2                | 0                | 7                     | 1                     | 1                     | 39    | 6     | 4      |
| Manchester City F. C. Inglaterra | 1.ª           | 2022-23       | 28    | 5     | 7      | 9                | 0                | 3                | 13                    | 0                     | 1                     | 50    | 5     | 11     |
| Manchester City F. C. Inglaterra | 1.ª           | 2023-24       | 20    | 3     | 1      | 5                | 0                | 0                | 11                    | 0                     | 2                     | 36    | 3     | 3      |
| Manchester City F. C. Inglaterra | 1.ª           | 2024-25       | 20    | 1     | 1      | 6                | 1                | 4                | 6                     | 1                     | 0                     | 32    | 3     | 5      |
| Manchester City F. C. Inglaterra | Total club    | Total club    | 94    | 12    | 12     | 26               | 3                | 7                | 37                    | 2                     | 4                     | 157   | 17    | 23     |
| Everton F. C. Inglaterra         | 1.ª           | 2025-26       | 0     | 0     | 0      | 0                | 0                | 0                | ―                     | ―                     | ―                     | 0     | 0     | 0      |
| Everton F. C. Inglaterra         | Total club    | Total club    | 0     | 0     | 0      | 0                | 0                | 0                | 0                     | 0                     | 0                     | 0     | 0     | 0      |
| Total carrera                    | Total carrera | Total carrera | 316   | 46    | 51     | 56               | 6                | 15               | 37                    | 2                     | 4                     | 409   | 54    | 70     |
| 1. 2. 3. 4.                      |               |               |       |       |        |                  |                  |                  |                       |                       |                       |       |       |        |

### Selección nacional
| Absoluta Inglaterra                                                                                              | 2020          | 2  | 0 | 2 | 3  | 0 | 0 | — | — | — | 5  | 0  | 2  | 0    |
| Absoluta Inglaterra                                                                                              | 2021          | 2  | 0 | 0 | 11 | 1 | 3 | — | — | — | 13 | 1  | 3  | 0.08 |
| Absoluta Inglaterra                                                                                              | 2022          | 2  | 0 | 1 | 4  | 0 | 0 | 5 | 1 | 3 | 11 | 1  | 4  | 0.09 |
| Absoluta Inglaterra                                                                                              | 2023          | 3  | 3 | 1 | 7  | 4 | 1 | — | — | — | 10 | 7  | 2  | 0.7  |
| Absoluta Inglaterra                                                                                              | 2024          | 1  | 0 | 1 | 3  | 2 | 0 | — | — | — | 4  | 1  | 1  | 0.5  |
| Total carrera | Total carrera | 10 | 0 | 5 | 28 | 7 | 4 | 5 | 1 | 0 | 43 | 10 | 12 | 0.1  |
| (1) Incluye los partidos de clasificación para la Eurocopa y el Mundial, Eurocopa y Liga de Naciones de la UEFA. |               |    |   |   |    |   |   |   |   |   |    |    |    |      |

### Resumen estadístico
|                         | Partidos | Goles | Asist. | Promedio |
| ----------------------- | -------- | ----- | ------ | -------- |
| Liga                    | 311      | 51    | 63     | 0.29     |
| Copas nacionales        | 49       | 5     | 13     | 0.19     |
| Copas internacionales   | 37       | 6     | 8      | 0.22     |
| Selección de Inglaterra | 43       | 10    | 12     | 0.21     |
| Total carrera           | 435      | 72    | 105    | 0.27     |

## Palmarés

### Títulos nacionales
| Título         | Club                  | País       | Año  |
| -------------- | --------------------- | ---------- | ---- |
| Premier League | Manchester City F. C. | Inglaterra | 2022 |
| Premier League | Manchester City F. C. | Inglaterra | 2023 |
| FA Cup         | Manchester City F. C. | Inglaterra | 2023 |
| Premier League | Manchester City F. C. | Inglaterra | 2024 |

### Títulos internacionales
| Título                       | Club                  | Sede           | Año  |
| ---------------------------- | --------------------- | -------------- | ---- |
| Liga de Campeones de la UEFA | Manchester City F. C. | Estambul       | 2023 |
| Supercopa de la UEFA         | Manchester City F. C. | El Pireo       | 2023 |
| Copa Mundial de Clubes       | Manchester City F. C. | Arabia Saudita | 2023 |